# Zbór Kościoła Chrześcijan Baptystów w Zelowie
Zbór kościoła Chrześcijan Baptystów w Zelowie – zbór Kościoła Chrześcijan Baptystów znajdujący się w Zelowie przy ulicy Sienkiewicza 8.